# Матон
Матон (нем. Mathon GR) — деревня и бывшая коммуна в Швейцарии, в кантоне Граубюнден. 
До 2020 года имела статус отдельной коммуны. 1 января 2021 года была объединена с коммунами Касти-Вергенштайн, Донат и Лон в новую коммуну Мутонья-да-Шонс. Входит в состав региона Виамала (до 2015 года входила в округ Хинтеррайн).
Население составляет 55 человек (на 31 декабря 2006 года). Официальный код  —  3708.